# Tarrant County
Tarrant County je okres ve státě Texas v USA. K roku 2010 zde žilo 1 809 034 obyvatel. Správním městem okresu je Fort Worth, které je rovněž pátým nejvíce zalidněným městem v celém Texasu. Celková rozloha okresu činí 2 324 km².